# Вахтанг VI
Вахтанг VI (груз. ვახტანგ VI) (15 вересня 1675 — 26 березня 1737, Астрахань) — цар Картлі (1711–1714, 1716–1724), письменник і законодавець, посідає видатне місце серед культурних діячів Грузії.

## Життєпис
Син царя Левана, брата Георгія XI, Вахтанг ще 15-річним юнаком був заручником у Персії. Потім брав участь у повстанні проти Іраклія I й на 28 році життя був призначений правителем Картлі на час відсутності Георгія XI.
Його правління тривало 8 років (1703–1711), але й за той час він зробив багато для культурного піднесення країни. Він заснував у Тбілісі першу друкарню, де було віддруковано богослужебні та світські книги. Був знавцем східних мов, переклав з перської «Калілу та Дімну» (за участі Сулхан-Саба Орбеліані), «Амір-Насаріан» або «Заповіт Шам-Кіра сину своєму», «Пізнання творінь», твори астрологічного змісту («Звіздар», «Тала-Масала», «Рамлі»), а також «Тімсаріані» — повість про сімох мудреців. Писав вірші й переклав у віршовані форми «Відповіді Сократа», перекладені грузинською Туркестанашвілі.
За ініціативою Вахтанга VI було перероблено в один звід грузинські літописні відомості та в один кодекс чинні здавна закони і звичаї. Так було складено Картліс Цховреба Дастулама та Укладення царя Вахтанга.

## Родина
1696 року одружився в Імеретії з черкеською принцесою Русудан (пом. 30 грудня 1740). Діти:
- Бакар (1699–1750), цар Картлі (1716–1719),
- Георгій (1712–1786),
- Тамара (1697–1746), з 1712 року — дружина Теймураза II, царя Картлі й Кахетії,
- Анна (Аніка) (1698–1746), з 1712 року — дружина князя Вахушті Абашидзе.

Також мав двох позашлюбних синів: принца Вахушті та принца Паату.

## Галерея

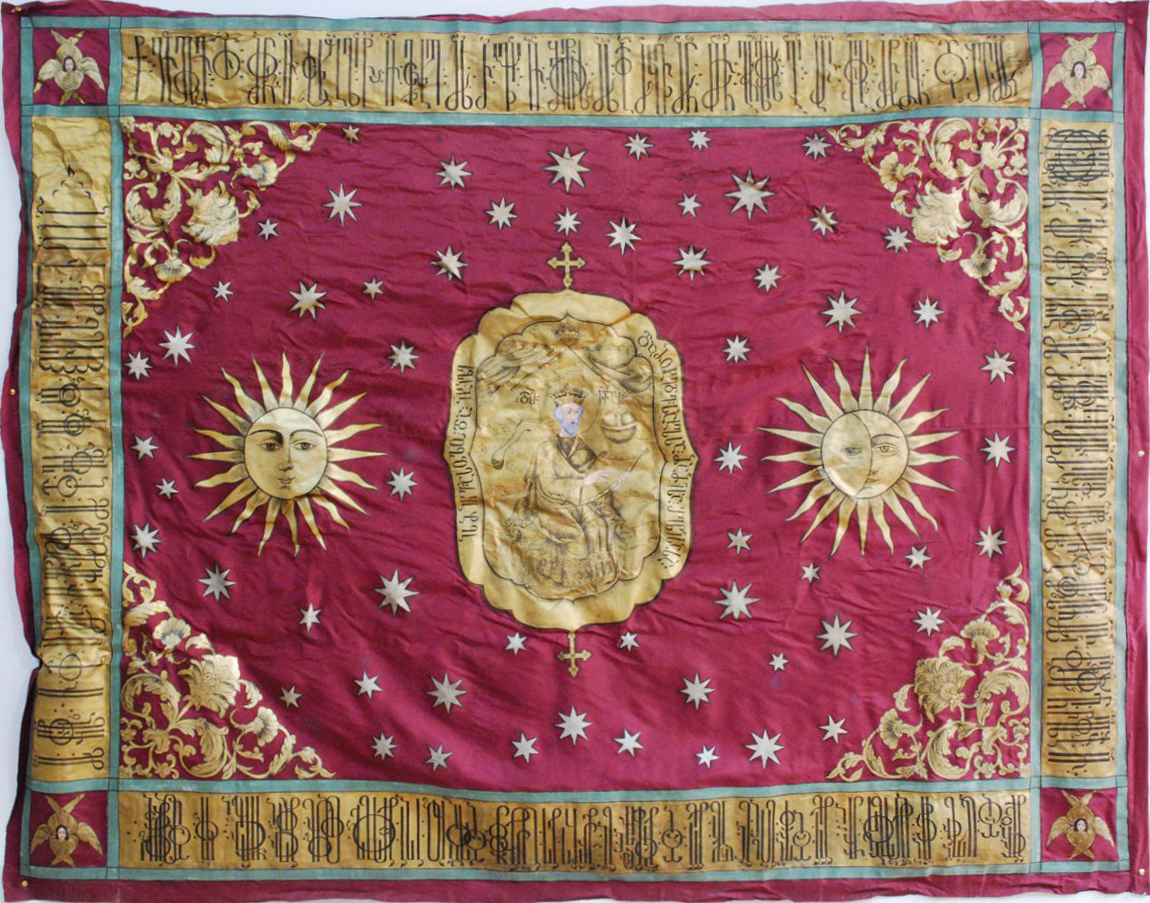
Штандарт Вахтанга VI